# Lista di asteroidi (253001-254000)
Di seguito una lista di asteroidi dal numero 253001 al 254000 con data di scoperta e scopritore.

## 253001-253100
| Nome     | Designazione provvisoria | Data di scoperta  | Scopritore                  |
| -------- | ------------------------ | ----------------- | --------------------------- |
| 253001 - | 2002 RS38                | 5 settembre 2002  | LONEOS                      |
| 253002 - | 2002 RU39                | 5 settembre 2002  | LONEOS                      |
| 253003 - | 2002 RN40                | 5 settembre 2002  | LINEAR                      |
| 253004 - | 2002 RQ40                | 5 settembre 2002  | LINEAR                      |
| 253005 - | 2002 RA47                | 5 settembre 2002  | LINEAR                      |
| 253006 - | 2002 RH66                | 6 settembre 2002  | LINEAR                      |
| 253007 - | 2002 RD81                | 5 settembre 2002  | LINEAR                      |
| 253008 - | 2002 RE97                | 5 settembre 2002  | LINEAR                      |
| 253009 - | 2002 RV99                | 5 settembre 2002  | LINEAR                      |
| 253010 - | 2002 RQ108               | 5 settembre 2002  | NEAT                        |
| 253011 - | 2002 RN111               | 6 settembre 2002  | LINEAR                      |
| 253012 - | 2002 RD114               | 5 settembre 2002  | LINEAR                      |
| 253013 - | 2002 RX120               | 7 settembre 2002  | LINEAR                      |
| 253014 - | 2002 RC125               | 7 settembre 2002  | LINEAR                      |
| 253015 - | 2002 RP129               | 11 settembre 2002 | Drebach                     |
| 253016 - | 2002 RA161               | 12 settembre 2002 | NEAT                        |
| 253017 - | 2002 RA175               | 13 settembre 2002 | NEAT                        |
| 253018 - | 2002 RJ191               | 13 settembre 2002 | LONEOS                      |
| 253019 - | 2002 RC195               | 12 settembre 2002 | NEAT                        |
| 253020 - | 2002 RG195               | 12 settembre 2002 | NEAT                        |
| 253021 - | 2002 RH202               | 13 settembre 2002 | NEAT                        |
| 253022 - | 2002 RX230               | 15 settembre 2002 | NEAT                        |
| 253023 - | 2002 RO241               | 8 settembre 2002  | Matson, R.                  |
| 253024 - | 2002 RU242               | 14 settembre 2002 | NEAT                        |
| 253025 - | 2002 RO245               | 14 settembre 2002 | NEAT                        |
| 253026 - | 2002 RZ247               | 8 settembre 2002  | NEAT                        |
| 253027 - | 2002 RJ253               | 14 settembre 2002 | NEAT                        |
| 253028 - | 2002 RE256               | 13 settembre 2002 | NEAT                        |
| 253029 - | 2002 RF261               | 11 settembre 2002 | NEAT                        |
| 253030 - | 2002 RV261               | 13 settembre 2002 | LONEOS                      |
| 253031 - | 2002 RJ262               | 13 settembre 2002 | NEAT                        |
| 253032 - | 2002 RN272               | 4 settembre 2002  | NEAT                        |
| 253033 - | 2002 RC275               | 4 settembre 2002  | NEAT                        |
| 253034 - | 2002 SU2                 | 27 settembre 2002 | NEAT                        |
| 253035 - | 2002 SC7                 | 27 settembre 2002 | NEAT                        |
| 253036 - | 2002 SP17                | 26 settembre 2002 | NEAT                        |
| 253037 - | 2002 SR19                | 28 settembre 2002 | Tucker, R. A.               |
| 253038 - | 2002 SD23                | 27 settembre 2002 | NEAT                        |
| 253039 - | 2002 SC24                | 27 settembre 2002 | LONEOS                      |
| 253040 - | 2002 SJ27                | 29 settembre 2002 | NEAT                        |
| 253041 - | 2002 SV32                | 28 settembre 2002 | NEAT                        |
| 253042 - | 2002 SD35                | 29 settembre 2002 | NEAT                        |
| 253043 - | 2002 SE37                | 29 settembre 2002 | NEAT                        |
| 253044 - | 2002 SM41                | 29 settembre 2002 | NEAT                        |
| 253045 - | 2002 SZ41                | 28 settembre 2002 | NEAT                        |
| 253046 - | 2002 SC51                | 25 settembre 2002 | Uppsala-DLR Asteroid Survey |
| 253047 - | 2002 SG56                | 30 settembre 2002 | LINEAR                      |
| 253048 - | 2002 SG59                | 16 settembre 2002 | NEAT                        |
| 253049 - | 2002 TD                  | 1º ottobre 2002   | LONEOS                      |
| 253050 - | 2002 TG2                 | 1º ottobre 2002   | LONEOS                      |
| 253051 - | 2002 TV14                | 1º ottobre 2002   | LONEOS                      |
| 253052 - | 2002 TN26                | 2 ottobre 2002    | LINEAR                      |
| 253053 - | 2002 TX26                | 2 ottobre 2002    | LINEAR                      |
| 253054 - | 2002 TJ42                | 2 ottobre 2002    | LINEAR                      |
| 253055 - | 2002 TG46                | 2 ottobre 2002    | LINEAR                      |
| 253056 - | 2002 TG48                | 2 ottobre 2002    | LINEAR                      |
| 253057 - | 2002 TK48                | 2 ottobre 2002    | LINEAR                      |
| 253058 - | 2002 TT59                | 4 ottobre 2002    | LINEAR                      |
| 253059 - | 2002 TK66                | 3 ottobre 2002    | LINEAR                      |
| 253060 - | 2002 TF68                | 7 ottobre 2002    | LINEAR                      |
| 253061 - | 2002 TV69                | 10 ottobre 2002   | Hug, G.                     |
| 253062 - | 2002 TC70                | 10 ottobre 2002   | LINEAR                      |
| 253063 - | 2002 TY73                | 3 ottobre 2002    | NEAT                        |
| 253064 - | 2002 TO80                | 1º ottobre 2002   | LONEOS                      |
| 253065 - | 2002 TA84                | 2 ottobre 2002    | NEAT                        |
| 253066 - | 2002 TJ85                | 2 ottobre 2002    | NEAT                        |
| 253067 - | 2002 TZ93                | 3 ottobre 2002    | LINEAR                      |
| 253068 - | 2002 TB96                | 3 ottobre 2002    | NEAT                        |
| 253069 - | 2002 TG110               | 2 ottobre 2002    | NEAT                        |
| 253070 - | 2002 TV113               | 3 ottobre 2002    | NEAT                        |
| 253071 - | 2002 TG127               | 4 ottobre 2002    | NEAT                        |
| 253072 - | 2002 TL127               | 4 ottobre 2002    | NEAT                        |
| 253073 - | 2002 TL130               | 4 ottobre 2002    | LINEAR                      |
| 253074 - | 2002 TK139               | 4 ottobre 2002    | LONEOS                      |
| 253075 - | 2002 TD166               | 3 ottobre 2002    | NEAT                        |
| 253076 - | 2002 TD167               | 3 ottobre 2002    | NEAT                        |
| 253077 - | 2002 TJ183               | 4 ottobre 2002    | LINEAR                      |
| 253078 - | 2002 TA184               | 4 ottobre 2002    | LINEAR                      |
| 253079 - | 2002 TL205               | 4 ottobre 2002    | LINEAR                      |
| 253080 - | 2002 TV206               | 4 ottobre 2002    | LINEAR                      |
| 253081 - | 2002 TO208               | 4 ottobre 2002    | LINEAR                      |
| 253082 - | 2002 TN210               | 7 ottobre 2002    | LINEAR                      |
| 253083 - | 2002 TH212               | 7 ottobre 2002    | NEAT                        |
| 253084 - | 2002 TK222               | 7 ottobre 2002    | LINEAR                      |
| 253085 - | 2002 TG227               | 8 ottobre 2002    | LONEOS                      |
| 253086 - | 2002 TD237               | 6 ottobre 2002    | LINEAR                      |
| 253087 - | 2002 TC242               | 9 ottobre 2002    | LONEOS                      |
| 253088 - | 2002 TG247               | 10 ottobre 2002   | NEAT                        |
| 253089 - | 2002 TE251               | 7 ottobre 2002    | LINEAR                      |
| 253090 - | 2002 TY251               | 8 ottobre 2002    | LONEOS                      |
| 253091 - | 2002 TZ251               | 8 ottobre 2002    | LONEOS                      |
| 253092 - | 2002 TW260               | 9 ottobre 2002    | LINEAR                      |
| 253093 - | 2002 TY263               | 10 ottobre 2002   | LINEAR                      |
| 253094 - | 2002 TK267               | 10 ottobre 2002   | LINEAR                      |
| 253095 - | 2002 TH270               | 9 ottobre 2002    | LINEAR                      |
| 253096 - | 2002 TZ271               | 9 ottobre 2002    | LINEAR                      |
| 253097 - | 2002 TS273               | 9 ottobre 2002    | LINEAR                      |
| 253098 - | 2002 TH286               | 10 ottobre 2002   | LINEAR                      |
| 253099 - | 2002 TC304               | 4 ottobre 2002    | Sloan Digital Sky Survey    |
| 253100 - | 2002 TA339               | 5 ottobre 2002    | Sloan Digital Sky Survey    |

## 253101-253200
| Nome     | Designazione provvisoria | Data di scoperta | Scopritore               |
| -------- | ------------------------ | ---------------- | ------------------------ |
| 253101 - | 2002 TO354               | 10 ottobre 2002  | Sloan Digital Sky Survey |
| 253102 - | 2002 TG377               | 9 ottobre 2002   | NEAT                     |
| 253103 - | 2002 TL383               | 15 ottobre 2002  | NEAT                     |
| 253104 - | 2002 UP                  | 25 ottobre 2002  | Pla D'Arguines           |
| 253105 - | 2002 UW2                 | 28 ottobre 2002  | LINEAR                   |
| 253106 - | 2002 UR3                 | 29 ottobre 2002  | NEAT                     |
| 253107 - | 2002 UK4                 | 28 ottobre 2002  | LINEAR                   |
| 253108 - | 2002 UO6                 | 28 ottobre 2002  | NEAT                     |
| 253109 - | 2002 UC12                | 30 ottobre 2002  | LINEAR                   |
| 253110 - | 2002 US15                | 30 ottobre 2002  | NEAT                     |
| 253111 - | 2002 UG17                | 28 ottobre 2002  | NEAT                     |
| 253112 - | 2002 UV27                | 31 ottobre 2002  | NEAT                     |
| 253113 - | 2002 UN38                | 31 ottobre 2002  | LONEOS                   |
| 253114 - | 2002 UD50                | 31 ottobre 2002  | LINEAR                   |
| 253115 - | 2002 UW62                | 30 ottobre 2002  | Sloan Digital Sky Survey |
| 253116 - | 2002 UX69                | 29 ottobre 2002  | Sloan Digital Sky Survey |
| 253117 - | 2002 UU70                | 31 ottobre 2002  | NEAT                     |
| 253118 - | 2002 US76                | 16 ottobre 2002  | NEAT                     |
| 253119 - | 2002 UT78                | 28 ottobre 2002  | NEAT                     |
| 253120 - | 2002 VT1                 | 2 novembre 2002  | La Palma                 |
| 253121 - | 2002 VD4                 | 2 novembre 2002  | NEAT                     |
| 253122 - | 2002 VN8                 | 1º novembre 2002 | NEAT                     |
| 253123 - | 2002 VG9                 | 1º novembre 2002 | NEAT                     |
| 253124 - | 2002 VU11                | 1º novembre 2002 | NEAT                     |
| 253125 - | 2002 VY11                | 1º novembre 2002 | NEAT                     |
| 253126 - | 2002 VV13                | 3 novembre 2002  | LINEAR                   |
| 253127 - | 2002 VA14                | 5 novembre 2002  | LINEAR                   |
| 253128 - | 2002 VP14                | 6 novembre 2002  | LINEAR                   |
| 253129 - | 2002 VQ15                | 7 novembre 2002  | LINEAR                   |
| 253130 - | 2002 VU19                | 4 novembre 2002  | Powell                   |
| 253131 - | 2002 VJ20                | 4 novembre 2002  | NEAT                     |
| 253132 - | 2002 VO23                | 5 novembre 2002  | LINEAR                   |
| 253133 - | 2002 VT25                | 5 novembre 2002  | LINEAR                   |
| 253134 - | 2002 VC30                | 5 novembre 2002  | LINEAR                   |
| 253135 - | 2002 VG40                | 5 novembre 2002  | Fountain Hills           |
| 253136 - | 2002 VC43                | 4 novembre 2002  | NEAT                     |
| 253137 - | 2002 VF46                | 5 novembre 2002  | NEAT                     |
| 253138 - | 2002 VW46                | 5 novembre 2002  | NEAT                     |
| 253139 - | 2002 VU47                | 5 novembre 2002  | LINEAR                   |
| 253140 - | 2002 VL60                | 3 novembre 2002  | NEAT                     |
| 253141 - | 2002 VW60                | 4 novembre 2002  | NEAT                     |
| 253142 - | 2002 VP62                | 5 novembre 2002  | NEAT                     |
| 253143 - | 2002 VN63                | 6 novembre 2002  | LONEOS                   |
| 253144 - | 2002 VG67                | 7 novembre 2002  | LINEAR                   |
| 253145 - | 2002 VT71                | 7 novembre 2002  | LINEAR                   |
| 253146 - | 2002 VC72                | 7 novembre 2002  | LINEAR                   |
| 253147 - | 2002 VJ72                | 7 novembre 2002  | LINEAR                   |
| 253148 - | 2002 VQ76                | 7 novembre 2002  | LINEAR                   |
| 253149 - | 2002 VD79                | 7 novembre 2002  | LINEAR                   |
| 253150 - | 2002 VA80                | 7 novembre 2002  | LINEAR                   |
| 253151 - | 2002 VL80                | 7 novembre 2002  | LINEAR                   |
| 253152 - | 2002 VF84                | 7 novembre 2002  | LINEAR                   |
| 253153 - | 2002 VM94                | 12 novembre 2002 | LINEAR                   |
| 253154 - | 2002 VB103               | 12 novembre 2002 | LINEAR                   |
| 253155 - | 2002 VV103               | 12 novembre 2002 | LINEAR                   |
| 253156 - | 2002 VJ109               | 12 novembre 2002 | LINEAR                   |
| 253157 - | 2002 VN109               | 12 novembre 2002 | LINEAR                   |
| 253158 - | 2002 VU120               | 12 novembre 2002 | NEAT                     |
| 253159 - | 2002 VJ121               | 12 novembre 2002 | NEAT                     |
| 253160 - | 2002 VL121               | 12 novembre 2002 | NEAT                     |
| 253161 - | 2002 VL123               | 13 novembre 2002 | NEAT                     |
| 253162 - | 2002 VK136               | 11 novembre 2002 | LINEAR                   |
| 253163 - | 2002 VQ146               | 4 novembre 2002  | NEAT                     |
| 253164 - | 2002 WV                  | 21 novembre 2002 | NEAT                     |
| 253165 - | 2002 WV14                | 28 novembre 2002 | LONEOS                   |
| 253166 - | 2002 WV15                | 28 novembre 2002 | LONEOS                   |
| 253167 - | 2002 WY15                | 28 novembre 2002 | LONEOS                   |
| 253168 - | 2002 WL16                | 28 novembre 2002 | NEAT                     |
| 253169 - | 2002 WS17                | 30 novembre 2002 | LINEAR                   |
| 253170 - | 2002 WJ19                | 25 novembre 2002 | Hoenig, S. F.            |
| 253171 - | 2002 WP24                | 16 novembre 2002 | NEAT                     |
| 253172 - | 2002 WJ25                | 25 novembre 2002 | NEAT                     |
| 253173 - | 2002 WV25                | 16 novembre 2002 | NEAT                     |
| 253174 - | 2002 XQ1                 | 1º dicembre 2002 | LINEAR                   |
| 253175 - | 2002 XK2                 | 1º dicembre 2002 | LINEAR                   |
| 253176 - | 2002 XD3                 | 1º dicembre 2002 | LINEAR                   |
| 253177 - | 2002 XS9                 | 2 dicembre 2002  | LINEAR                   |
| 253178 - | 2002 XY9                 | 2 dicembre 2002  | LINEAR                   |
| 253179 - | 2002 XU11                | 3 dicembre 2002  | NEAT                     |
| 253180 - | 2002 XK13                | 3 dicembre 2002  | NEAT                     |
| 253181 - | 2002 XP16                | 3 dicembre 2002  | NEAT                     |
| 253182 - | 2002 XX16                | 3 dicembre 2002  | NEAT                     |
| 253183 - | 2002 XK18                | 5 dicembre 2002  | LINEAR                   |
| 253184 - | 2002 XT18                | 5 dicembre 2002  | LINEAR                   |
| 253185 - | 2002 XC22                | 3 dicembre 2002  | NEAT                     |
| 253186 - | 2002 XH24                | 5 dicembre 2002  | LINEAR                   |
| 253187 - | 2002 XX25                | 5 dicembre 2002  | LINEAR                   |
| 253188 - | 2002 XW26                | 3 dicembre 2002  | NEAT                     |
| 253189 - | 2002 XZ29                | 5 dicembre 2002  | LINEAR                   |
| 253190 - | 2002 XL36                | 6 dicembre 2002  | LINEAR                   |
| 253191 - | 2002 XM42                | 6 dicembre 2002  | LINEAR                   |
| 253192 - | 2002 XQ45                | 10 dicembre 2002 | LINEAR                   |
| 253193 - | 2002 XU45                | 10 dicembre 2002 | LINEAR                   |
| 253194 - | 2002 XP51                | 10 dicembre 2002 | LINEAR                   |
| 253195 - | 2002 XB55                | 10 dicembre 2002 | NEAT                     |
| 253196 - | 2002 XW55                | 10 dicembre 2002 | NEAT                     |
| 253197 - | 2002 XN57                | 10 dicembre 2002 | NEAT                     |
| 253198 - | 2002 XO60                | 10 dicembre 2002 | LINEAR                   |
| 253199 - | 2002 XA65                | 12 dicembre 2002 | LINEAR                   |
| 253200 - | 2002 XW69                | 5 dicembre 2002  | LINEAR                   |

## 253201-253300
| Nome     | Designazione provvisoria | Data di scoperta | Scopritore               |
| -------- | ------------------------ | ---------------- | ------------------------ |
| 253201 - | 2002 XP70                | 10 dicembre 2002 | LINEAR                   |
| 253202 - | 2002 XY73                | 11 dicembre 2002 | LINEAR                   |
| 253203 - | 2002 XO74                | 11 dicembre 2002 | LINEAR                   |
| 253204 - | 2002 XL75                | 11 dicembre 2002 | LINEAR                   |
| 253205 - | 2002 XT77                | 11 dicembre 2002 | LINEAR                   |
| 253206 - | 2002 XL80                | 11 dicembre 2002 | LINEAR                   |
| 253207 - | 2002 XU80                | 11 dicembre 2002 | LINEAR                   |
| 253208 - | 2002 XP82                | 12 dicembre 2002 | NEAT                     |
| 253209 - | 2002 XX85                | 11 dicembre 2002 | LINEAR                   |
| 253210 - | 2002 XQ89                | 10 dicembre 2002 | Bickel, W.               |
| 253211 - | 2002 XV92                | 5 dicembre 2002  | LINEAR                   |
| 253212 - | 2002 XC99                | 5 dicembre 2002  | LINEAR                   |
| 253213 - | 2002 XU103               | 5 dicembre 2002  | LINEAR                   |
| 253214 - | 2002 XM107               | 5 dicembre 2002  | LINEAR                   |
| 253215 - | 2002 XO112               | 6 dicembre 2002  | LINEAR                   |
| 253216 - | 2002 XW113               | 10 dicembre 2002 | LINEAR                   |
| 253217 - | 2002 XB116               | 5 dicembre 2002  | NEAT                     |
| 253218 - | 2002 XD116               | 5 dicembre 2002  | LINEAR                   |
| 253219 - | 2002 XC117               | 14 dicembre 2002 | Sloan Digital Sky Survey |
| 253220 - | 2002 YC2                 | 27 dicembre 2002 | LINEAR                   |
| 253221 - | 2002 YL2                 | 28 dicembre 2002 | Pla D'Arguines           |
| 253222 - | 2002 YU2                 | 28 dicembre 2002 | LINEAR                   |
| 253223 - | 2002 YV5                 | 27 dicembre 2002 | LONEOS                   |
| 253224 - | 2002 YA6                 | 28 dicembre 2002 | Needville                |
| 253225 - | 2002 YU8                 | 31 dicembre 2002 | LINEAR                   |
| 253226 - | 2002 YV9                 | 31 dicembre 2002 | LINEAR                   |
| 253227 - | 2002 YF11                | 31 dicembre 2002 | LINEAR                   |
| 253228 - | 2002 YZ16                | 31 dicembre 2002 | LINEAR                   |
| 253229 - | 2002 YQ19                | 31 dicembre 2002 | LINEAR                   |
| 253230 - | 2002 YT19                | 31 dicembre 2002 | LINEAR                   |
| 253231 - | 2002 YE21                | 31 dicembre 2002 | LINEAR                   |
| 253232 - | 2002 YZ21                | 31 dicembre 2002 | LINEAR                   |
| 253233 - | 2002 YC25                | 31 dicembre 2002 | LINEAR                   |
| 253234 - | 2002 YX31                | 31 dicembre 2002 | LINEAR                   |
| 253235 - | 2002 YB36                | 31 dicembre 2002 | LINEAR                   |
| 253236 - | 2003 AU6                 | 2 gennaio 2003   | LINEAR                   |
| 253237 - | 2003 AT14                | 2 gennaio 2003   | LONEOS                   |
| 253238 - | 2003 AX14                | 2 gennaio 2003   | LINEAR                   |
| 253239 - | 2003 AY14                | 2 gennaio 2003   | LINEAR                   |
| 253240 - | 2003 AZ17                | 5 gennaio 2003   | LONEOS                   |
| 253241 - | 2003 AB18                | 5 gennaio 2003   | LONEOS                   |
| 253242 - | 2003 AX21                | 5 gennaio 2003   | LINEAR                   |
| 253243 - | 2003 AP22                | 5 gennaio 2003   | LINEAR                   |
| 253244 - | 2003 AJ24                | 4 gennaio 2003   | LINEAR                   |
| 253245 - | 2003 AU27                | 4 gennaio 2003   | LINEAR                   |
| 253246 - | 2003 AQ30                | 4 gennaio 2003   | LINEAR                   |
| 253247 - | 2003 AW32                | 5 gennaio 2003   | LONEOS                   |
| 253248 - | 2003 AB35                | 7 gennaio 2003   | LINEAR                   |
| 253249 - | 2003 AG40                | 7 gennaio 2003   | LINEAR                   |
| 253250 - | 2003 AJ43                | 5 gennaio 2003   | LINEAR                   |
| 253251 - | 2003 AZ46                | 5 gennaio 2003   | LINEAR                   |
| 253252 - | 2003 AW47                | 5 gennaio 2003   | LINEAR                   |
| 253253 - | 2003 AN53                | 5 gennaio 2003   | LINEAR                   |
| 253254 - | 2003 AB54                | 5 gennaio 2003   | LINEAR                   |
| 253255 - | 2003 AW55                | 5 gennaio 2003   | LINEAR                   |
| 253256 - | 2003 AR56                | 5 gennaio 2003   | LINEAR                   |
| 253257 - | 2003 AZ56                | 5 gennaio 2003   | LINEAR                   |
| 253258 - | 2003 AF58                | 5 gennaio 2003   | LINEAR                   |
| 253259 - | 2003 AM58                | 5 gennaio 2003   | LINEAR                   |
| 253260 - | 2003 AT58                | 5 gennaio 2003   | LINEAR                   |
| 253261 - | 2003 AX59                | 5 gennaio 2003   | LINEAR                   |
| 253262 - | 2003 AA60                | 5 gennaio 2003   | LINEAR                   |
| 253263 - | 2003 AZ60                | 7 gennaio 2003   | LINEAR                   |
| 253264 - | 2003 AH63                | 8 gennaio 2003   | LINEAR                   |
| 253265 - | 2003 AV65                | 7 gennaio 2003   | LINEAR                   |
| 253266 - | 2003 AQ66                | 7 gennaio 2003   | LINEAR                   |
| 253267 - | 2003 AD69                | 9 gennaio 2003   | LINEAR                   |
| 253268 - | 2003 AH69                | 9 gennaio 2003   | LINEAR                   |
| 253269 - | 2003 AR70                | 10 gennaio 2003  | LINEAR                   |
| 253270 - | 2003 AD72                | 10 gennaio 2003  | LINEAR                   |
| 253271 - | 2003 AU76                | 10 gennaio 2003  | LINEAR                   |
| 253272 - | 2003 AC78                | 10 gennaio 2003  | LINEAR                   |
| 253273 - | 2003 AL80                | 10 gennaio 2003  | LINEAR                   |
| 253274 - | 2003 AF92                | 7 gennaio 2003   | LINEAR                   |
| 253275 - | 2003 AK94                | 11 gennaio 2003  | LINEAR                   |
| 253276 - | 2003 BO3                 | 23 gennaio 2003  | Boattini, A., Scholl, H. |
| 253277 - | 2003 BL4                 | 25 gennaio 2003  | Boattini, A., Scholl, H. |
| 253278 - | 2003 BZ9                 | 26 gennaio 2003  | NEAT                     |
| 253279 - | 2003 BR10                | 26 gennaio 2003  | LONEOS                   |
| 253280 - | 2003 BE11                | 26 gennaio 2003  | LONEOS                   |
| 253281 - | 2003 BF11                | 26 gennaio 2003  | LONEOS                   |
| 253282 - | 2003 BY23                | 25 gennaio 2003  | NEAT                     |
| 253283 - | 2003 BW26                | 26 gennaio 2003  | LONEOS                   |
| 253284 - | 2003 BT27                | 26 gennaio 2003  | LONEOS                   |
| 253285 - | 2003 BS28                | 26 gennaio 2003  | NEAT                     |
| 253286 - | 2003 BB33                | 27 gennaio 2003  | NEAT                     |
| 253287 - | 2003 BZ38                | 27 gennaio 2003  | LINEAR                   |
| 253288 - | 2003 BA39                | 27 gennaio 2003  | LINEAR                   |
| 253289 - | 2003 BH41                | 29 gennaio 2003  | Spacewatch               |
| 253290 - | 2003 BO61                | 27 gennaio 2003  | NEAT                     |
| 253291 - | 2003 BB62                | 28 gennaio 2003  | Spacewatch               |
| 253292 - | 2003 BD62                | 28 gennaio 2003  | NEAT                     |
| 253293 - | 2003 BG62                | 28 gennaio 2003  | NEAT                     |
| 253294 - | 2003 BK63                | 28 gennaio 2003  | LINEAR                   |
| 253295 - | 2003 BK68                | 28 gennaio 2003  | NEAT                     |
| 253296 - | 2003 BW71                | 28 gennaio 2003  | LINEAR                   |
| 253297 - | 2003 BD72                | 28 gennaio 2003  | LINEAR                   |
| 253298 - | 2003 BT72                | 28 gennaio 2003  | NEAT                     |
| 253299 - | 2003 BL73                | 29 gennaio 2003  | NEAT                     |
| 253300 - | 2003 BM74                | 29 gennaio 2003  | NEAT                     |

## 253301-253400
| Nome     | Designazione provvisoria | Data di scoperta | Scopritore              |
| -------- | ------------------------ | ---------------- | ----------------------- |
| 253301 - | 2003 BK79                | 31 gennaio 2003  | LONEOS                  |
| 253302 - | 2003 BL85                | 28 gennaio 2003  | NEAT                    |
| 253303 - | 2003 CH1                 | 1º febbraio 2003 | LINEAR                  |
| 253304 - | 2003 CZ7                 | 1º febbraio 2003 | LINEAR                  |
| 253305 - | 2003 CS11                | 1º febbraio 2003 | LINEAR                  |
| 253306 - | 2003 CA12                | 1º febbraio 2003 | NEAT                    |
| 253307 - | 2003 CZ12                | 2 febbraio 2003  | NEAT                    |
| 253308 - | 2003 CK17                | 8 febbraio 2003  | LINEAR                  |
| 253309 - | 2003 CM19                | 9 febbraio 2003  | Spacewatch              |
| 253310 - | 2003 CV19                | 9 febbraio 2003  | NEAT                    |
| 253311 - | 2003 CC20                | 11 febbraio 2003 | Michelsen, R., Masi, G. |
| 253312 - | 2003 CA25                | 2 febbraio 2003  | NEAT                    |
| 253313 - | 2003 DY1                 | 21 febbraio 2003 | NEAT                    |
| 253314 - | 2003 DG5                 | 19 febbraio 2003 | NEAT                    |
| 253315 - | 2003 DQ5                 | 19 febbraio 2003 | NEAT                    |
| 253316 - | 2003 DE11                | 23 febbraio 2003 | Spacewatch              |
| 253317 - | 2003 DG19                | 21 febbraio 2003 | NEAT                    |
| 253318 - | 2003 DE21                | 23 febbraio 2003 | LONEOS                  |
| 253319 - | 2003 DB22                | 28 febbraio 2003 | LINEAR                  |
| 253320 - | 2003 DE22                | 28 febbraio 2003 | LINEAR                  |
| 253321 - | 2003 EO9                 | 6 marzo 2003     | LONEOS                  |
| 253322 - | 2003 EK13                | 6 marzo 2003     | NEAT                    |
| 253323 - | 2003 EN13                | 6 marzo 2003     | NEAT                    |
| 253324 - | 2003 EP21                | 6 marzo 2003     | LONEOS                  |
| 253325 - | 2003 EJ29                | 6 marzo 2003     | LINEAR                  |
| 253326 - | 2003 EL33                | 7 marzo 2003     | LONEOS                  |
| 253327 - | 2003 EE40                | 8 marzo 2003     | Spacewatch              |
| 253328 - | 2003 EP43                | 10 marzo 2003    | LINEAR                  |
| 253329 - | 2003 EM52                | 11 marzo 2003    | NEAT                    |
| 253330 - | 2003 ER63                | 12 marzo 2003    | Spacewatch              |
| 253331 - | 2003 FY2                 | 23 marzo 2003    | LINEAR                  |
| 253332 - | 2003 FR4                 | 26 marzo 2003    | LINEAR                  |
| 253333 - | 2003 FA7                 | 26 marzo 2003    | Young, J. W.            |
| 253334 - | 2003 FL9                 | 20 marzo 2003    | NEAT                    |
| 253335 - | 2003 FV17                | 24 marzo 2003    | Spacewatch              |
| 253336 - | 2003 FD20                | 23 marzo 2003    | NEAT                    |
| 253337 - | 2003 FC33                | 23 marzo 2003    | Spacewatch              |
| 253338 - | 2003 FZ35                | 23 marzo 2003    | Spacewatch              |
| 253339 - | 2003 FX38                | 23 marzo 2003    | Spacewatch              |
| 253340 - | 2003 FF39                | 24 marzo 2003    | Spacewatch              |
| 253341 - | 2003 FF44                | 23 marzo 2003    | Spacewatch              |
| 253342 - | 2003 FW45                | 24 marzo 2003    | Spacewatch              |
| 253343 - | 2003 FC48                | 24 marzo 2003    | Spacewatch              |
| 253344 - | 2003 FK53                | 25 marzo 2003    | NEAT                    |
| 253345 - | 2003 FZ53                | 25 marzo 2003    | NEAT                    |
| 253346 - | 2003 FY61                | 26 marzo 2003    | NEAT                    |
| 253347 - | 2003 FJ64                | 26 marzo 2003    | NEAT                    |
| 253348 - | 2003 FP71                | 26 marzo 2003    | Spacewatch              |
| 253349 - | 2003 FT75                | 27 marzo 2003    | NEAT                    |
| 253350 - | 2003 FG77                | 27 marzo 2003    | NEAT                    |
| 253351 - | 2003 FO78                | 27 marzo 2003    | Spacewatch              |
| 253352 - | 2003 FX78                | 27 marzo 2003    | LINEAR                  |
| 253353 - | 2003 FP81                | 27 marzo 2003    | Spacewatch              |
| 253354 - | 2003 FR99                | 31 marzo 2003    | Spacewatch              |
| 253355 - | 2003 FF130               | 26 marzo 2003    | Spacewatch              |
| 253356 - | 2003 FA133               | 24 marzo 2003    | Spacewatch              |
| 253357 - | 2003 FO133               | 27 marzo 2003    | Spacewatch              |
| 253358 - | 2003 GL2                 | 1º aprile 2003   | LINEAR                  |
| 253359 - | 2003 GV12                | 1º aprile 2003   | LINEAR                  |
| 253360 - | 2003 GW17                | 4 aprile 2003    | Spacewatch              |
| 253361 - | 2003 GZ20                | 3 aprile 2003    | LONEOS                  |
| 253362 - | 2003 GL24                | 7 aprile 2003    | Spacewatch              |
| 253363 - | 2003 GW25                | 4 aprile 2003    | Spacewatch              |
| 253364 - | 2003 GO27                | 7 aprile 2003    | Spacewatch              |
| 253365 - | 2003 GZ29                | 8 aprile 2003    | Spacewatch              |
| 253366 - | 2003 GA30                | 8 aprile 2003    | Broughton, J.           |
| 253367 - | 2003 GL37                | 7 aprile 2003    | LINEAR                  |
| 253368 - | 2003 GV42                | 9 aprile 2003    | NEAT                    |
| 253369 - | 2003 GN53                | 1º aprile 2003   | LONEOS                  |
| 253370 - | 2003 HW2                 | 24 aprile 2003   | Spacewatch              |
| 253371 - | 2003 HK12                | 26 aprile 2003   | CINEOS                  |
| 253372 - | 2003 HM12                | 26 aprile 2003   | LINEAR                  |
| 253373 - | 2003 HV12                | 24 aprile 2003   | Spacewatch              |
| 253374 - | 2003 HF24                | 26 aprile 2003   | Spacewatch              |
| 253375 - | 2003 HF26                | 25 aprile 2003   | LONEOS                  |
| 253376 - | 2003 HX27                | 26 aprile 2003   | Spacewatch              |
| 253377 - | 2003 HC43                | 29 aprile 2003   | Spacewatch              |
| 253378 - | 2003 HJ55                | 25 aprile 2003   | CINEOS                  |
| 253379 - | 2003 HP55                | 28 aprile 2003   | LONEOS                  |
| 253380 - | 2003 HY58                | 30 aprile 2003   | Spacewatch              |
| 253381 - | 2003 JK1                 | 1º maggio 2003   | LINEAR                  |
| 253382 - | 2003 JG8                 | 2 maggio 2003    | LINEAR                  |
| 253383 - | 2003 KA                  | 20 maggio 2003   | Young, J. W.            |
| 253384 - | 2003 KQ3                 | 22 maggio 2003   | Broughton, J.           |
| 253385 - | 2003 KM4                 | 22 maggio 2003   | Spacewatch              |
| 253386 - | 2003 KA13                | 27 maggio 2003   | Spacewatch              |
| 253387 - | 2003 KA14                | 25 maggio 2003   | NEAT                    |
| 253388 - | 2003 KB19                | 29 maggio 2003   | Spacewatch              |
| 253389 - | 2003 KQ25                | 31 maggio 2003   | Buie, M. W.             |
| 253390 - | 2003 KL32                | 27 maggio 2003   | Spacewatch              |
| 253391 - | 2003 LM1                 | 2 giugno 2003    | LINEAR                  |
| 253392 - | 2003 MY                  | 23 giugno 2003   | LINEAR                  |
| 253393 - | 2003 MZ5                 | 26 giugno 2003   | LINEAR                  |
| 253394 - | 2003 NZ12                | 7 luglio 2003    | Spacewatch              |
| 253395 - | 2003 NA13                | 7 luglio 2003    | Spacewatch              |
| 253396 - | 2003 OL6                 | 22 luglio 2003   | CINEOS                  |
| 253397 - | 2003 OS8                 | 26 luglio 2003   | Broughton, J.           |
| 253398 - | 2003 OE20                | 30 luglio 2003   | CINEOS                  |
| 253399 - | 2003 OD27                | 24 luglio 2003   | NEAT                    |
| 253400 - | 2003 OA28                | 24 luglio 2003   | NEAT                    |

## 253401-253500
| Nome             | Designazione provvisoria | Data di scoperta  | Scopritore    |
| ---------------- | ------------------------ | ----------------- | ------------- |
| 253401 -         | 2003 PB3                 | 2 agosto 2003     | NEAT          |
| 253402 -         | 2003 PR3                 | 2 agosto 2003     | NEAT          |
| 253403 -         | 2003 PJ5                 | 4 agosto 2003     | LINEAR        |
| 253404 -         | 2003 PF7                 | 1º agosto 2003    | NEAT          |
| 253405 -         | 2003 QE                  | 18 agosto 2003    | CINEOS        |
| 253406 -         | 2003 QY3                 | 18 agosto 2003    | NEAT          |
| 253407 -         | 2003 QV9                 | 20 agosto 2003    | Broughton, J. |
| 253408 -         | 2003 QM14                | 20 agosto 2003    | NEAT          |
| 253409 -         | 2003 QW15                | 20 agosto 2003    | NEAT          |
| 253410 -         | 2003 QR19                | 22 agosto 2003    | NEAT          |
| 253411 -         | 2003 QP20                | 22 agosto 2003    | NEAT          |
| 253412 Ráskaylea | 2003 QU29                | 23 agosto 2003    | Piszkesteto   |
| 253413 -         | 2003 QF30                | 22 agosto 2003    | Broughton, J. |
| 253414 -         | 2003 QM33                | 22 agosto 2003    | NEAT          |
| 253415 -         | 2003 QP36                | 22 agosto 2003    | NEAT          |
| 253416 -         | 2003 QR36                | 22 agosto 2003    | NEAT          |
| 253417 -         | 2003 QV37                | 22 agosto 2003    | LINEAR        |
| 253418 -         | 2003 QP39                | 22 agosto 2003    | LINEAR        |
| 253419 -         | 2003 QZ40                | 22 agosto 2003    | LINEAR        |
| 253420 -         | 2003 QV43                | 22 agosto 2003    | NEAT          |
| 253421 -         | 2003 QO44                | 23 agosto 2003    | NEAT          |
| 253422 -         | 2003 QT45                | 23 agosto 2003    | NEAT          |
| 253423 -         | 2003 QY48                | 22 agosto 2003    | NEAT          |
| 253424 -         | 2003 QR49                | 22 agosto 2003    | LINEAR        |
| 253425 -         | 2003 QA53                | 23 agosto 2003    | LINEAR        |
| 253426 -         | 2003 QD53                | 23 agosto 2003    | LINEAR        |
| 253427 -         | 2003 QM56                | 23 agosto 2003    | LINEAR        |
| 253428 -         | 2003 QW59                | 23 agosto 2003    | LINEAR        |
| 253429 -         | 2003 QH62                | 23 agosto 2003    | LINEAR        |
| 253430 -         | 2003 QL63                | 23 agosto 2003    | LINEAR        |
| 253431 -         | 2003 QN63                | 23 agosto 2003    | LINEAR        |
| 253432 -         | 2003 QR64                | 23 agosto 2003    | LINEAR        |
| 253433 -         | 2003 QK74                | 24 agosto 2003    | LINEAR        |
| 253434 -         | 2003 QP87                | 25 agosto 2003    | LINEAR        |
| 253435 -         | 2003 QF99                | 30 agosto 2003    | NEAT          |
| 253436 -         | 2003 QK106               | 31 agosto 2003    | LINEAR        |
| 253437 -         | 2003 QV106               | 30 agosto 2003    | NEAT          |
| 253438 -         | 2003 QD111               | 31 agosto 2003    | LINEAR        |
| 253439 -         | 2003 QF111               | 31 agosto 2003    | LINEAR        |
| 253440 -         | 2003 QS111               | 31 agosto 2003    | NEAT          |
| 253441 -         | 2003 QJ115               | 31 agosto 2003    | LINEAR        |
| 253442 -         | 2003 RZ                  | 1º settembre 2003 | LINEAR        |
| 253443 -         | 2003 RX3                 | 1º settembre 2003 | LINEAR        |
| 253444 -         | 2003 RA6                 | 4 settembre 2003  | CINEOS        |
| 253445 -         | 2003 RQ6                 | 1º settembre 2003 | LINEAR        |
| 253446 -         | 2003 RU10                | 12 settembre 2003 | LONEOS        |
| 253447 -         | 2003 RJ16                | 14 settembre 2003 | NEAT          |
| 253448 -         | 2003 RU17                | 15 settembre 2003 | NEAT          |
| 253449 -         | 2003 RX18                | 15 settembre 2003 | LONEOS        |
| 253450 -         | 2003 RU21                | 13 settembre 2003 | NEAT          |
| 253451 -         | 2003 RS23                | 14 settembre 2003 | NEAT          |
| 253452 -         | 2003 RY23                | 14 settembre 2003 | NEAT          |
| 253453 -         | 2003 RD26                | 3 settembre 2003  | Bickel, W.    |
| 253454 -         | 2003 RB27                | 1º settembre 2003 | LINEAR        |
| 253455 -         | 2003 SK3                 | 16 settembre 2003 | NEAT          |
| 253456 -         | 2003 SS5                 | 16 settembre 2003 | NEAT          |
| 253457 -         | 2003 SE6                 | 16 settembre 2003 | Spacewatch    |
| 253458 -         | 2003 SG7                 | 16 settembre 2003 | Spacewatch    |
| 253459 -         | 2003 SQ8                 | 16 settembre 2003 | Spacewatch    |
| 253460 -         | 2003 SU8                 | 17 settembre 2003 | Spacewatch    |
| 253461 -         | 2003 SL9                 | 17 settembre 2003 | Spacewatch    |
| 253462 -         | 2003 SR13                | 16 settembre 2003 | Spacewatch    |
| 253463 -         | 2003 SJ18                | 16 settembre 2003 | Spacewatch    |
| 253464 -         | 2003 SA19                | 16 settembre 2003 | Spacewatch    |
| 253465 -         | 2003 SC25                | 17 settembre 2003 | Spacewatch    |
| 253466 -         | 2003 SS25                | 17 settembre 2003 | Spacewatch    |
| 253467 -         | 2003 SW31                | 18 settembre 2003 | Spacewatch    |
| 253468 -         | 2003 SB33                | 18 settembre 2003 | NEAT          |
| 253469 -         | 2003 SV33                | 18 settembre 2003 | LINEAR        |
| 253470 -         | 2003 SD39                | 16 settembre 2003 | NEAT          |
| 253471 -         | 2003 SS43                | 16 settembre 2003 | LONEOS        |
| 253472 -         | 2003 SY44                | 16 settembre 2003 | LONEOS        |
| 253473 -         | 2003 SO46                | 16 settembre 2003 | LONEOS        |
| 253474 -         | 2003 SG54                | 16 settembre 2003 | LONEOS        |
| 253475 -         | 2003 SJ55                | 16 settembre 2003 | LONEOS        |
| 253476 -         | 2003 ST55                | 16 settembre 2003 | LONEOS        |
| 253477 -         | 2003 SC63                | 17 settembre 2003 | Spacewatch    |
| 253478 -         | 2003 SH66                | 18 settembre 2003 | LINEAR        |
| 253479 -         | 2003 SU67                | 16 settembre 2003 | Spacewatch    |
| 253480 -         | 2003 SK71                | 18 settembre 2003 | Spacewatch    |
| 253481 -         | 2003 SY73                | 18 settembre 2003 | Spacewatch    |
| 253482 -         | 2003 SM75                | 18 settembre 2003 | Spacewatch    |
| 253483 -         | 2003 SW79                | 19 settembre 2003 | Spacewatch    |
| 253484 -         | 2003 SR81                | 19 settembre 2003 | NEAT          |
| 253485 -         | 2003 SB83                | 18 settembre 2003 | Spacewatch    |
| 253486 -         | 2003 SB84                | 19 settembre 2003 | NEAT          |
| 253487 -         | 2003 SF86                | 16 settembre 2003 | NEAT          |
| 253488 -         | 2003 SD87                | 17 settembre 2003 | LINEAR        |
| 253489 -         | 2003 SC91                | 18 settembre 2003 | NEAT          |
| 253490 -         | 2003 SJ91                | 18 settembre 2003 | LINEAR        |
| 253491 -         | 2003 SL91                | 18 settembre 2003 | NEAT          |
| 253492 -         | 2003 SM94                | 19 settembre 2003 | CINEOS        |
| 253493 -         | 2003 SG95                | 19 settembre 2003 | NEAT          |
| 253494 -         | 2003 SZ103               | 20 settembre 2003 | LINEAR        |
| 253495 -         | 2003 SE107               | 20 settembre 2003 | NEAT          |
| 253496 -         | 2003 SQ107               | 20 settembre 2003 | NEAT          |
| 253497 -         | 2003 ST107               | 20 settembre 2003 | NEAT          |
| 253498 -         | 2003 SS109               | 20 settembre 2003 | Spacewatch    |
| 253499 -         | 2003 SD112               | 20 settembre 2003 | LINEAR        |
| 253500 -         | 2003 SW117               | 16 settembre 2003 | Spacewatch    |

## 253501-253600
| Nome             | Designazione provvisoria | Data di scoperta  | Scopritore               |
| ---------------- | ------------------------ | ----------------- | ------------------------ |
| 253501 -         | 2003 SF118               | 16 settembre 2003 | NEAT                     |
| 253502 -         | 2003 SY122               | 18 settembre 2003 | LINEAR                   |
| 253503 -         | 2003 SX125               | 19 settembre 2003 | LINEAR                   |
| 253504 -         | 2003 SB126               | 19 settembre 2003 | LINEAR                   |
| 253505 -         | 2003 SC136               | 19 settembre 2003 | CINEOS                   |
| 253506 -         | 2003 SQ138               | 20 settembre 2003 | NEAT                     |
| 253507 -         | 2003 SP145               | 20 settembre 2003 | LINEAR                   |
| 253508 -         | 2003 SH147               | 20 settembre 2003 | NEAT                     |
| 253509 -         | 2003 SY148               | 16 settembre 2003 | Spacewatch               |
| 253510 -         | 2003 SY149               | 17 settembre 2003 | LINEAR                   |
| 253511 -         | 2003 SN150               | 17 settembre 2003 | LINEAR                   |
| 253512 -         | 2003 SY150               | 17 settembre 2003 | LINEAR                   |
| 253513 -         | 2003 SE152               | 19 settembre 2003 | LONEOS                   |
| 253514 -         | 2003 ST152               | 19 settembre 2003 | LONEOS                   |
| 253515 -         | 2003 SO159               | 22 settembre 2003 | Spacewatch               |
| 253516 -         | 2003 SH160               | 21 settembre 2003 | LINEAR                   |
| 253517 -         | 2003 SM161               | 18 settembre 2003 | LINEAR                   |
| 253518 -         | 2003 SV167               | 22 settembre 2003 | NEAT                     |
| 253519 -         | 2003 SF168               | 23 settembre 2003 | NEAT                     |
| 253520 -         | 2003 SD172               | 18 settembre 2003 | LINEAR                   |
| 253521 -         | 2003 SQ178               | 19 settembre 2003 | LINEAR                   |
| 253522 -         | 2003 SS181               | 20 settembre 2003 | LONEOS                   |
| 253523 -         | 2003 SH183               | 21 settembre 2003 | Spacewatch               |
| 253524 -         | 2003 SF186               | 22 settembre 2003 | LONEOS                   |
| 253525 -         | 2003 ST187               | 22 settembre 2003 | Spacewatch               |
| 253526 -         | 2003 SP188               | 22 settembre 2003 | LINEAR                   |
| 253527 -         | 2003 SD189               | 22 settembre 2003 | LONEOS                   |
| 253528 -         | 2003 SP190               | 17 settembre 2003 | Spacewatch               |
| 253529 -         | 2003 SN191               | 19 settembre 2003 | Spacewatch               |
| 253530 -         | 2003 SJ193               | 20 settembre 2003 | NEAT                     |
| 253531 -         | 2003 SQ198               | 21 settembre 2003 | LONEOS                   |
| 253532 -         | 2003 SJ202               | 22 settembre 2003 | LONEOS                   |
| 253533 -         | 2003 SO206               | 25 settembre 2003 | NEAT                     |
| 253534 -         | 2003 SB209               | 24 settembre 2003 | NEAT                     |
| 253535 -         | 2003 SA210               | 25 settembre 2003 | NEAT                     |
| 253536 Tymchenko | 2003 SB215               | 22 settembre 2003 | Andrushivka              |
| 253537 -         | 2003 SP218               | 28 settembre 2003 | Yeung, W. K. Y.          |
| 253538 -         | 2003 SX220               | 29 settembre 2003 | Yeung, W. K. Y.          |
| 253539 -         | 2003 SX223               | 30 settembre 2003 | Yeung, W. K. Y.          |
| 253540 -         | 2003 SF227               | 27 settembre 2003 | Spacewatch               |
| 253541 -         | 2003 SK229               | 27 settembre 2003 | Spacewatch               |
| 253542 -         | 2003 SF233               | 25 settembre 2003 | NEAT                     |
| 253543 -         | 2003 SS233               | 25 settembre 2003 | NEAT                     |
| 253544 -         | 2003 SQ234               | 25 settembre 2003 | NEAT                     |
| 253545 -         | 2003 SL236               | 26 settembre 2003 | LINEAR                   |
| 253546 -         | 2003 SZ237               | 26 settembre 2003 | LINEAR                   |
| 253547 -         | 2003 SF240               | 27 settembre 2003 | LINEAR                   |
| 253548 -         | 2003 SZ243               | 28 settembre 2003 | LINEAR                   |
| 253549 -         | 2003 SO245               | 26 settembre 2003 | LINEAR                   |
| 253550 -         | 2003 SH246               | 26 settembre 2003 | LINEAR                   |
| 253551 -         | 2003 SH249               | 26 settembre 2003 | LINEAR                   |
| 253552 -         | 2003 SN251               | 26 settembre 2003 | LINEAR                   |
| 253553 -         | 2003 SZ252               | 27 settembre 2003 | Spacewatch               |
| 253554 -         | 2003 SJ254               | 27 settembre 2003 | LINEAR                   |
| 253555 -         | 2003 SB256               | 27 settembre 2003 | Spacewatch               |
| 253556 -         | 2003 SH258               | 28 settembre 2003 | Spacewatch               |
| 253557 -         | 2003 SK258               | 28 settembre 2003 | Spacewatch               |
| 253558 -         | 2003 SJ259               | 28 settembre 2003 | Spacewatch               |
| 253559 -         | 2003 SK259               | 28 settembre 2003 | Spacewatch               |
| 253560 -         | 2003 SF261               | 27 settembre 2003 | LINEAR                   |
| 253561 -         | 2003 SR266               | 29 settembre 2003 | LINEAR                   |
| 253562 -         | 2003 SH268               | 29 settembre 2003 | Spacewatch               |
| 253563 -         | 2003 SK269               | 21 settembre 2003 | Bickel, W.               |
| 253564 -         | 2003 SV269               | 24 settembre 2003 | NEAT                     |
| 253565 -         | 2003 SK271               | 25 settembre 2003 | NEAT                     |
| 253566 -         | 2003 ST272               | 27 settembre 2003 | LINEAR                   |
| 253567 -         | 2003 SX275               | 29 settembre 2003 | LINEAR                   |
| 253568 -         | 2003 SF276               | 29 settembre 2003 | Spacewatch               |
| 253569 -         | 2003 SC281               | 18 settembre 2003 | Spacewatch               |
| 253570 -         | 2003 ST288               | 28 settembre 2003 | LINEAR                   |
| 253571 -         | 2003 SY290               | 29 settembre 2003 | LINEAR                   |
| 253572 -         | 2003 SP304               | 17 settembre 2003 | NEAT                     |
| 253573 -         | 2003 SP306               | 30 settembre 2003 | LINEAR                   |
| 253574 -         | 2003 SZ308               | 30 settembre 2003 | LONEOS                   |
| 253575 -         | 2003 SY309               | 28 settembre 2003 | LINEAR                   |
| 253576 -         | 2003 SH311               | 29 settembre 2003 | LINEAR                   |
| 253577 -         | 2003 SM311               | 29 settembre 2003 | LINEAR                   |
| 253578 -         | 2003 SS321               | 22 settembre 2003 | NEAT                     |
| 253579 -         | 2003 SW326               | 18 settembre 2003 | Spacewatch               |
| 253580 -         | 2003 SR332               | 29 settembre 2003 | Spacewatch               |
| 253581 -         | 2003 SZ333               | 22 settembre 2003 | LONEOS                   |
| 253582 -         | 2003 SC337               | 28 settembre 2003 | Sloan Digital Sky Survey |
| 253583 -         | 2003 SV337               | 18 settembre 2003 | Spacewatch               |
| 253584 -         | 2003 SY342               | 17 settembre 2003 | Spacewatch               |
| 253585 -         | 2003 SJ359               | 21 settembre 2003 | Spacewatch               |
| 253586 -         | 2003 TX7                 | 14 ottobre 2003   | NEAT                     |
| 253587 Cloutier  | 2003 TH10                | 14 ottobre 2003   | New Milford              |
| 253588 -         | 2003 TV11                | 14 ottobre 2003   | LONEOS                   |
| 253589 -         | 2003 TX11                | 14 ottobre 2003   | LONEOS                   |
| 253590 -         | 2003 TE12                | 14 ottobre 2003   | LONEOS                   |
| 253591 -         | 2003 TN12                | 14 ottobre 2003   | LONEOS                   |
| 253592 -         | 2003 TV12                | 15 ottobre 2003   | Junk Bond                |
| 253593 -         | 2003 TG13                | 15 ottobre 2003   | LONEOS                   |
| 253594 -         | 2003 TE15                | 15 ottobre 2003   | LONEOS                   |
| 253595 -         | 2003 TJ15                | 15 ottobre 2003   | LONEOS                   |
| 253596 -         | 2003 TM18                | 15 ottobre 2003   | LONEOS                   |
| 253597 -         | 2003 UT4                 | 17 ottobre 2003   | LINEAR                   |
| 253598 -         | 2003 UZ4                 | 17 ottobre 2003   | LINEAR                   |
| 253599 -         | 2003 UZ8                 | 17 ottobre 2003   | LINEAR                   |
| 253600 -         | 2003 UY10                | 20 ottobre 2003   | NEAT                     |

## 253601-253700
| Nome     | Designazione provvisoria | Data di scoperta | Scopritore                  |
| -------- | ------------------------ | ---------------- | --------------------------- |
| 253601 - | 2003 UU13                | 16 ottobre 2003  | Pauwels, T.                 |
| 253602 - | 2003 UE20                | 21 ottobre 2003  | LONEOS                      |
| 253603 - | 2003 UM23                | 22 ottobre 2003  | Spacewatch                  |
| 253604 - | 2003 UE24                | 23 ottobre 2003  | Junk Bond                   |
| 253605 - | 2003 UV24                | 17 ottobre 2003  | LONEOS                      |
| 253606 - | 2003 UY24                | 18 ottobre 2003  | Spacewatch                  |
| 253607 - | 2003 UV25                | 18 ottobre 2003  | LONEOS                      |
| 253608 - | 2003 UJ35                | 16 ottobre 2003  | Spacewatch                  |
| 253609 - | 2003 UU39                | 16 ottobre 2003  | Spacewatch                  |
| 253610 - | 2003 UZ49                | 16 ottobre 2003  | NEAT                        |
| 253611 - | 2003 UL50                | 17 ottobre 2003  | Spacewatch                  |
| 253612 - | 2003 UT50                | 18 ottobre 2003  | Spacewatch                  |
| 253613 - | 2003 UJ52                | 18 ottobre 2003  | NEAT                        |
| 253614 - | 2003 UM55                | 18 ottobre 2003  | NEAT                        |
| 253615 - | 2003 UF58                | 16 ottobre 2003  | Spacewatch                  |
| 253616 - | 2003 UA61                | 16 ottobre 2003  | NEAT                        |
| 253617 - | 2003 UC63                | 16 ottobre 2003  | NEAT                        |
| 253618 - | 2003 UN63                | 16 ottobre 2003  | NEAT                        |
| 253619 - | 2003 UZ66                | 23 ottobre 2003  | Uppsala-DLR Asteroid Survey |
| 253620 - | 2003 UR77                | 17 ottobre 2003  | Spacewatch                  |
| 253621 - | 2003 UJ81                | 16 ottobre 2003  | LONEOS                      |
| 253622 - | 2003 UQ81                | 16 ottobre 2003  | NEAT                        |
| 253623 - | 2003 UD82                | 19 ottobre 2003  | Spacewatch                  |
| 253624 - | 2003 UA86                | 18 ottobre 2003  | NEAT                        |
| 253625 - | 2003 UB87                | 18 ottobre 2003  | NEAT                        |
| 253626 - | 2003 UV90                | 20 ottobre 2003  | LINEAR                      |
| 253627 - | 2003 UT93                | 18 ottobre 2003  | Spacewatch                  |
| 253628 - | 2003 UO95                | 18 ottobre 2003  | Spacewatch                  |
| 253629 - | 2003 UO97                | 19 ottobre 2003  | Spacewatch                  |
| 253630 - | 2003 UM98                | 19 ottobre 2003  | LONEOS                      |
| 253631 - | 2003 UN101               | 20 ottobre 2003  | Spacewatch                  |
| 253632 - | 2003 UK102               | 20 ottobre 2003  | LINEAR                      |
| 253633 - | 2003 UV103               | 20 ottobre 2003  | NEAT                        |
| 253634 - | 2003 UE106               | 18 ottobre 2003  | Spacewatch                  |
| 253635 - | 2003 UO107               | 19 ottobre 2003  | Spacewatch                  |
| 253636 - | 2003 UR107               | 19 ottobre 2003  | Spacewatch                  |
| 253637 - | 2003 UN108               | 19 ottobre 2003  | Spacewatch                  |
| 253638 - | 2003 UB109               | 19 ottobre 2003  | NEAT                        |
| 253639 - | 2003 UW112               | 20 ottobre 2003  | LINEAR                      |
| 253640 - | 2003 UV114               | 20 ottobre 2003  | Spacewatch                  |
| 253641 - | 2003 UX115               | 20 ottobre 2003  | NEAT                        |
| 253642 - | 2003 UM116               | 21 ottobre 2003  | LINEAR                      |
| 253643 - | 2003 UN119               | 18 ottobre 2003  | Spacewatch                  |
| 253644 - | 2003 UP125               | 20 ottobre 2003  | LINEAR                      |
| 253645 - | 2003 UE127               | 21 ottobre 2003  | Spacewatch                  |
| 253646 - | 2003 US127               | 21 ottobre 2003  | Spacewatch                  |
| 253647 - | 2003 UD129               | 21 ottobre 2003  | Spacewatch                  |
| 253648 - | 2003 UK133               | 20 ottobre 2003  | LINEAR                      |
| 253649 - | 2003 UM139               | 16 ottobre 2003  | NEAT                        |
| 253650 - | 2003 UA140               | 16 ottobre 2003  | LONEOS                      |
| 253651 - | 2003 UU143               | 18 ottobre 2003  | LONEOS                      |
| 253652 - | 2003 UP148               | 19 ottobre 2003  | Spacewatch                  |
| 253653 - | 2003 UX149               | 20 ottobre 2003  | LINEAR                      |
| 253654 - | 2003 UY149               | 20 ottobre 2003  | Spacewatch                  |
| 253655 - | 2003 UG155               | 20 ottobre 2003  | LINEAR                      |
| 253656 - | 2003 UK159               | 20 ottobre 2003  | Spacewatch                  |
| 253657 - | 2003 UG161               | 21 ottobre 2003  | Spacewatch                  |
| 253658 - | 2003 UK161               | 21 ottobre 2003  | LONEOS                      |
| 253659 - | 2003 UA164               | 21 ottobre 2003  | LINEAR                      |
| 253660 - | 2003 UF164               | 21 ottobre 2003  | LINEAR                      |
| 253661 - | 2003 UV165               | 21 ottobre 2003  | Spacewatch                  |
| 253662 - | 2003 UC170               | 22 ottobre 2003  | Spacewatch                  |
| 253663 - | 2003 UC176               | 21 ottobre 2003  | LONEOS                      |
| 253664 - | 2003 UV178               | 21 ottobre 2003  | LINEAR                      |
| 253665 - | 2003 UR179               | 21 ottobre 2003  | LINEAR                      |
| 253666 - | 2003 UE186               | 22 ottobre 2003  | LINEAR                      |
| 253667 - | 2003 UX186               | 22 ottobre 2003  | LINEAR                      |
| 253668 - | 2003 UQ190               | 23 ottobre 2003  | LONEOS                      |
| 253669 - | 2003 UH194               | 20 ottobre 2003  | LINEAR                      |
| 253670 - | 2003 UL195               | 20 ottobre 2003  | Spacewatch                  |
| 253671 - | 2003 UB201               | 21 ottobre 2003  | LINEAR                      |
| 253672 - | 2003 UW202               | 21 ottobre 2003  | NEAT                        |
| 253673 - | 2003 UA211               | 23 ottobre 2003  | Spacewatch                  |
| 253674 - | 2003 UZ211               | 23 ottobre 2003  | Spacewatch                  |
| 253675 - | 2003 UH216               | 21 ottobre 2003  | LINEAR                      |
| 253676 - | 2003 UR219               | 21 ottobre 2003  | Spacewatch                  |
| 253677 - | 2003 UH222               | 22 ottobre 2003  | LINEAR                      |
| 253678 - | 2003 UU222               | 22 ottobre 2003  | LINEAR                      |
| 253679 - | 2003 UY223               | 22 ottobre 2003  | LINEAR                      |
| 253680 - | 2003 US225               | 22 ottobre 2003  | Spacewatch                  |
| 253681 - | 2003 UO226               | 22 ottobre 2003  | Spacewatch                  |
| 253682 - | 2003 UW226               | 23 ottobre 2003  | Spacewatch                  |
| 253683 - | 2003 UW228               | 23 ottobre 2003  | LONEOS                      |
| 253684 - | 2003 UP229               | 23 ottobre 2003  | LONEOS                      |
| 253685 - | 2003 UM232               | 24 ottobre 2003  | LINEAR                      |
| 253686 - | 2003 UD234               | 24 ottobre 2003  | LINEAR                      |
| 253687 - | 2003 UY236               | 23 ottobre 2003  | Spacewatch                  |
| 253688 - | 2003 UO238               | 24 ottobre 2003  | LINEAR                      |
| 253689 - | 2003 UR251               | 25 ottobre 2003  | Uppsala-DLR Asteroid Survey |
| 253690 - | 2003 UM252               | 26 ottobre 2003  | Spacewatch                  |
| 253691 - | 2003 UQ257               | 25 ottobre 2003  | LINEAR                      |
| 253692 - | 2003 UH260               | 25 ottobre 2003  | LINEAR                      |
| 253693 - | 2003 UY260               | 26 ottobre 2003  | Spacewatch                  |
| 253694 - | 2003 UD264               | 27 ottobre 2003  | LINEAR                      |
| 253695 - | 2003 UF264               | 27 ottobre 2003  | LINEAR                      |
| 253696 - | 2003 UE267               | 28 ottobre 2003  | LINEAR                      |
| 253697 - | 2003 UN271               | 28 ottobre 2003  | LINEAR                      |
| 253698 - | 2003 UP271               | 28 ottobre 2003  | LINEAR                      |
| 253699 - | 2003 UE275               | 29 ottobre 2003  | LINEAR                      |
| 253700 - | 2003 UL277               | 25 ottobre 2003  | LINEAR                      |

## 253701-253800
| Nome     | Designazione provvisoria | Data di scoperta | Scopritore               |
| -------- | ------------------------ | ---------------- | ------------------------ |
| 253701 - | 2003 UR279               | 27 ottobre 2003  | Spacewatch               |
| 253702 - | 2003 UE280               | 27 ottobre 2003  | LINEAR                   |
| 253703 - | 2003 UB281               | 28 ottobre 2003  | LINEAR                   |
| 253704 - | 2003 UU309               | 20 ottobre 2003  | LINEAR                   |
| 253705 - | 2003 UK314               | 19 ottobre 2003  | Spacewatch               |
| 253706 - | 2003 UQ314               | 27 ottobre 2003  | Spacewatch               |
| 253707 - | 2003 UQ315               | 19 ottobre 2003  | Spacewatch               |
| 253708 - | 2003 UL316               | 24 ottobre 2003  | LINEAR                   |
| 253709 - | 2003 UU316               | 29 ottobre 2003  | LINEAR                   |
| 253710 - | 2003 UD360               | 19 ottobre 2003  | Spacewatch               |
| 253711 - | 2003 UR377               | 22 ottobre 2003  | Sloan Digital Sky Survey |
| 253712 - | 2003 VB2                 | 3 novembre 2003  | LINEAR                   |
| 253713 - | 2003 VS3                 | 15 novembre 2003 | Spacewatch               |
| 253714 - | 2003 VW3                 | 14 novembre 2003 | NEAT                     |
| 253715 - | 2003 VM5                 | 15 novembre 2003 | Spacewatch               |
| 253716 - | 2003 VL10                | 3 novembre 2003  | LINEAR                   |
| 253717 - | 2003 VN10                | 15 novembre 2003 | Spacewatch               |
| 253718 - | 2003 WT1                 | 16 novembre 2003 | CSS                      |
| 253719 - | 2003 WP3                 | 16 novembre 2003 | CSS                      |
| 253720 - | 2003 WQ5                 | 18 novembre 2003 | NEAT                     |
| 253721 - | 2003 WU5                 | 18 novembre 2003 | NEAT                     |
| 253722 - | 2003 WA6                 | 18 novembre 2003 | NEAT                     |
| 253723 - | 2003 WG6                 | 16 novembre 2003 | Spacewatch               |
| 253724 - | 2003 WC8                 | 16 novembre 2003 | CSS                      |
| 253725 - | 2003 WC9                 | 16 novembre 2003 | Spacewatch               |
| 253726 - | 2003 WB10                | 18 novembre 2003 | Spacewatch               |
| 253727 - | 2003 WZ10                | 18 novembre 2003 | NEAT                     |
| 253728 - | 2003 WM15                | 16 novembre 2003 | Spacewatch               |
| 253729 - | 2003 WN15                | 16 novembre 2003 | Spacewatch               |
| 253730 - | 2003 WT17                | 18 novembre 2003 | NEAT                     |
| 253731 - | 2003 WG19                | 19 novembre 2003 | LINEAR                   |
| 253732 - | 2003 WW21                | 17 novembre 2003 | CSS                      |
| 253733 - | 2003 WS29                | 18 novembre 2003 | Spacewatch               |
| 253734 - | 2003 WF30                | 18 novembre 2003 | Spacewatch               |
| 253735 - | 2003 WJ30                | 18 novembre 2003 | Spacewatch               |
| 253736 - | 2003 WT32                | 18 novembre 2003 | NEAT                     |
| 253737 - | 2003 WR34                | 19 novembre 2003 | Spacewatch               |
| 253738 - | 2003 WE36                | 19 novembre 2003 | Spacewatch               |
| 253739 - | 2003 WZ36                | 19 novembre 2003 | LINEAR                   |
| 253740 - | 2003 WC42                | 20 novembre 2003 | Needville                |
| 253741 - | 2003 WW49                | 19 novembre 2003 | LINEAR                   |
| 253742 - | 2003 WA52                | 19 novembre 2003 | NEAT                     |
| 253743 - | 2003 WA56                | 20 novembre 2003 | LINEAR                   |
| 253744 - | 2003 WS56                | 21 novembre 2003 | LINEAR                   |
| 253745 - | 2003 WH61                | 19 novembre 2003 | Spacewatch               |
| 253746 - | 2003 WX66                | 19 novembre 2003 | Spacewatch               |
| 253747 - | 2003 WU67                | 19 novembre 2003 | Spacewatch               |
| 253748 - | 2003 WQ68                | 19 novembre 2003 | Spacewatch               |
| 253749 - | 2003 WC70                | 20 novembre 2003 | Spacewatch               |
| 253750 - | 2003 WX73                | 20 novembre 2003 | LINEAR                   |
| 253751 - | 2003 WY75                | 19 novembre 2003 | LINEAR                   |
| 253752 - | 2003 WM89                | 16 novembre 2003 | CSS                      |
| 253753 - | 2003 WB92                | 18 novembre 2003 | NEAT                     |
| 253754 - | 2003 WU96                | 19 novembre 2003 | LONEOS                   |
| 253755 - | 2003 WF99                | 20 novembre 2003 | LINEAR                   |
| 253756 - | 2003 WB100               | 20 novembre 2003 | LINEAR                   |
| 253757 - | 2003 WA102               | 21 novembre 2003 | LINEAR                   |
| 253758 - | 2003 WD103               | 21 novembre 2003 | LINEAR                   |
| 253759 - | 2003 WK104               | 21 novembre 2003 | LINEAR                   |
| 253760 - | 2003 WS104               | 21 novembre 2003 | LINEAR                   |
| 253761 - | 2003 WU105               | 21 novembre 2003 | LINEAR                   |
| 253762 - | 2003 WV105               | 21 novembre 2003 | LINEAR                   |
| 253763 - | 2003 WO108               | 20 novembre 2003 | Spacewatch               |
| 253764 - | 2003 WS109               | 20 novembre 2003 | LINEAR                   |
| 253765 - | 2003 WH111               | 20 novembre 2003 | LINEAR                   |
| 253766 - | 2003 WO112               | 20 novembre 2003 | LINEAR                   |
| 253767 - | 2003 WU114               | 20 novembre 2003 | LINEAR                   |
| 253768 - | 2003 WP117               | 20 novembre 2003 | LINEAR                   |
| 253769 - | 2003 WL121               | 20 novembre 2003 | LINEAR                   |
| 253770 - | 2003 WQ126               | 20 novembre 2003 | LINEAR                   |
| 253771 - | 2003 WG131               | 21 novembre 2003 | NEAT                     |
| 253772 - | 2003 WF133               | 21 novembre 2003 | LINEAR                   |
| 253773 - | 2003 WL137               | 21 novembre 2003 | LINEAR                   |
| 253774 - | 2003 WT138               | 21 novembre 2003 | LINEAR                   |
| 253775 - | 2003 WC139               | 21 novembre 2003 | LINEAR                   |
| 253776 - | 2003 WG140               | 21 novembre 2003 | LINEAR                   |
| 253777 - | 2003 WU140               | 21 novembre 2003 | LINEAR                   |
| 253778 - | 2003 WK142               | 21 novembre 2003 | LINEAR                   |
| 253779 - | 2003 WB143               | 23 novembre 2003 | LINEAR                   |
| 253780 - | 2003 WR144               | 21 novembre 2003 | LINEAR                   |
| 253781 - | 2003 WW148               | 24 novembre 2003 | LONEOS                   |
| 253782 - | 2003 WF149               | 24 novembre 2003 | LINEAR                   |
| 253783 - | 2003 WT149               | 24 novembre 2003 | LONEOS                   |
| 253784 - | 2003 WJ155               | 26 novembre 2003 | Spacewatch               |
| 253785 - | 2003 WQ161               | 30 novembre 2003 | Spacewatch               |
| 253786 - | 2003 WT165               | 30 novembre 2003 | Spacewatch               |
| 253787 - | 2003 WB167               | 18 novembre 2003 | Spacewatch               |
| 253788 - | 2003 WT168               | 19 novembre 2003 | NEAT                     |
| 253789 - | 2003 WQ171               | 23 novembre 2003 | LONEOS                   |
| 253790 - | 2003 WG173               | 18 novembre 2003 | NEAT                     |
| 253791 - | 2003 WV181               | 21 novembre 2003 | Buie, M. W.              |
| 253792 - | 2003 WX184               | 21 novembre 2003 | LINEAR                   |
| 253793 - | 2003 WH192               | 20 novembre 2003 | LINEAR                   |
| 253794 - | 2003 WQ194               | 19 novembre 2003 | Spacewatch               |
| 253795 - | 2003 XN2                 | 1º dicembre 2003 | LINEAR                   |
| 253796 - | 2003 XP6                 | 3 dicembre 2003  | LINEAR                   |
| 253797 - | 2003 XQ6                 | 3 dicembre 2003  | LINEAR                   |
| 253798 - | 2003 XP17                | 15 dicembre 2003 | Spacewatch               |
| 253799 - | 2003 XL21                | 14 dicembre 2003 | Spacewatch               |
| 253800 - | 2003 XO21                | 14 dicembre 2003 | Spacewatch               |

## 253801-253900
| Nome     | Designazione provvisoria | Data di scoperta | Scopritore   |
| -------- | ------------------------ | ---------------- | ------------ |
| 253801 - | 2003 XP23                | 1º dicembre 2003 | Spacewatch   |
| 253802 - | 2003 XQ23                | 1º dicembre 2003 | Spacewatch   |
| 253803 - | 2003 XZ25                | 1º dicembre 2003 | LINEAR       |
| 253804 - | 2003 XE38                | 4 dicembre 2003  | LINEAR       |
| 253805 - | 2003 XP38                | 4 dicembre 2003  | LINEAR       |
| 253806 - | 2003 XO43                | 14 dicembre 2003 | Spacewatch   |
| 253807 - | 2003 YP6                 | 17 dicembre 2003 | LONEOS       |
| 253808 - | 2003 YS6                 | 17 dicembre 2003 | LONEOS       |
| 253809 - | 2003 YW22                | 16 dicembre 2003 | CSS          |
| 253810 - | 2003 YG23                | 17 dicembre 2003 | LONEOS       |
| 253811 - | 2003 YG26                | 18 dicembre 2003 | LINEAR       |
| 253812 - | 2003 YJ29                | 17 dicembre 2003 | Spacewatch   |
| 253813 - | 2003 YZ30                | 18 dicembre 2003 | LINEAR       |
| 253814 - | 2003 YK33                | 16 dicembre 2003 | LONEOS       |
| 253815 - | 2003 YQ36                | 17 dicembre 2003 | LONEOS       |
| 253816 - | 2003 YO45                | 17 dicembre 2003 | LONEOS       |
| 253817 - | 2003 YF48                | 18 dicembre 2003 | LINEAR       |
| 253818 - | 2003 YQ48                | 18 dicembre 2003 | LINEAR       |
| 253819 - | 2003 YH53                | 19 dicembre 2003 | LINEAR       |
| 253820 - | 2003 YU53                | 19 dicembre 2003 | LINEAR       |
| 253821 - | 2003 YG55                | 19 dicembre 2003 | LINEAR       |
| 253822 - | 2003 YT57                | 19 dicembre 2003 | LINEAR       |
| 253823 - | 2003 YV60                | 19 dicembre 2003 | LINEAR       |
| 253824 - | 2003 YO62                | 19 dicembre 2003 | LINEAR       |
| 253825 - | 2003 YT68                | 19 dicembre 2003 | LINEAR       |
| 253826 - | 2003 YW72                | 18 dicembre 2003 | LINEAR       |
| 253827 - | 2003 YQ74                | 18 dicembre 2003 | LINEAR       |
| 253828 - | 2003 YR76                | 18 dicembre 2003 | LINEAR       |
| 253829 - | 2003 YG80                | 18 dicembre 2003 | LINEAR       |
| 253830 - | 2003 YQ80                | 18 dicembre 2003 | LINEAR       |
| 253831 - | 2003 YV81                | 18 dicembre 2003 | LINEAR       |
| 253832 - | 2003 YZ81                | 18 dicembre 2003 | LINEAR       |
| 253833 - | 2003 YS83                | 19 dicembre 2003 | Needville    |
| 253834 - | 2003 YF85                | 19 dicembre 2003 | LINEAR       |
| 253835 - | 2003 YH90                | 19 dicembre 2003 | Spacewatch   |
| 253836 - | 2003 YU94                | 19 dicembre 2003 | LINEAR       |
| 253837 - | 2003 YR102               | 19 dicembre 2003 | LINEAR       |
| 253838 - | 2003 YR112               | 23 dicembre 2003 | LINEAR       |
| 253839 - | 2003 YL116               | 27 dicembre 2003 | LINEAR       |
| 253840 - | 2003 YC117               | 27 dicembre 2003 | LINEAR       |
| 253841 - | 2003 YG118               | 28 dicembre 2003 | LINEAR       |
| 253842 - | 2003 YZ119               | 27 dicembre 2003 | LINEAR       |
| 253843 - | 2003 YK128               | 27 dicembre 2003 | LINEAR       |
| 253844 - | 2003 YS130               | 28 dicembre 2003 | LINEAR       |
| 253845 - | 2003 YF131               | 28 dicembre 2003 | LINEAR       |
| 253846 - | 2003 YG131               | 28 dicembre 2003 | LINEAR       |
| 253847 - | 2003 YH132               | 28 dicembre 2003 | LINEAR       |
| 253848 - | 2003 YN138               | 27 dicembre 2003 | LINEAR       |
| 253849 - | 2003 YS138               | 27 dicembre 2003 | LINEAR       |
| 253850 - | 2003 YJ152               | 29 dicembre 2003 | LINEAR       |
| 253851 - | 2003 YM152               | 29 dicembre 2003 | LINEAR       |
| 253852 - | 2003 YR156               | 16 dicembre 2003 | Spacewatch   |
| 253853 - | 2003 YV159               | 17 dicembre 2003 | LINEAR       |
| 253854 - | 2003 YF169               | 18 dicembre 2003 | LINEAR       |
| 253855 - | 2003 YM169               | 18 dicembre 2003 | LINEAR       |
| 253856 - | 2003 YU169               | 18 dicembre 2003 | LINEAR       |
| 253857 - | 2003 YH181               | 23 dicembre 2003 | LINEAR       |
| 253858 - | 2003 YS181               | 29 dicembre 2003 | Spacewatch   |
| 253859 - | 2004 AL                  | 11 gennaio 2004  | Young, J. W. |
| 253860 - | 2004 AQ3                 | 13 gennaio 2004  | LONEOS       |
| 253861 - | 2004 AW4                 | 12 gennaio 2004  | NEAT         |
| 253862 - | 2004 AP7                 | 13 gennaio 2004  | LONEOS       |
| 253863 - | 2004 AC11                | 13 gennaio 2004  | LONEOS       |
| 253864 - | 2004 AB18                | 15 gennaio 2004  | Spacewatch   |
| 253865 - | 2004 AV21                | 15 gennaio 2004  | Spacewatch   |
| 253866 - | 2004 AT25                | 12 gennaio 2004  | NEAT         |
| 253867 - | 2004 BB3                 | 16 gennaio 2004  | NEAT         |
| 253868 - | 2004 BN3                 | 16 gennaio 2004  | NEAT         |
| 253869 - | 2004 BS3                 | 16 gennaio 2004  | NEAT         |
| 253870 - | 2004 BF4                 | 16 gennaio 2004  | NEAT         |
| 253871 - | 2004 BV5                 | 16 gennaio 2004  | Spacewatch   |
| 253872 - | 2004 BO6                 | 16 gennaio 2004  | NEAT         |
| 253873 - | 2004 BT9                 | 16 gennaio 2004  | NEAT         |
| 253874 - | 2004 BK10                | 17 gennaio 2004  | NEAT         |
| 253875 - | 2004 BR19                | 17 gennaio 2004  | NEAT         |
| 253876 - | 2004 BW20                | 16 gennaio 2004  | Spacewatch   |
| 253877 - | 2004 BW23                | 19 gennaio 2004  | LONEOS       |
| 253878 - | 2004 BY24                | 19 gennaio 2004  | Spacewatch   |
| 253879 - | 2004 BO31                | 19 gennaio 2004  | LONEOS       |
| 253880 - | 2004 BH34                | 19 gennaio 2004  | CSS          |
| 253881 - | 2004 BX34                | 19 gennaio 2004  | Spacewatch   |
| 253882 - | 2004 BG37                | 19 gennaio 2004  | Spacewatch   |
| 253883 - | 2004 BP43                | 22 gennaio 2004  | LINEAR       |
| 253884 - | 2004 BC47                | 21 gennaio 2004  | LINEAR       |
| 253885 - | 2004 BC50                | 21 gennaio 2004  | LINEAR       |
| 253886 - | 2004 BF51                | 21 gennaio 2004  | LINEAR       |
| 253887 - | 2004 BK54                | 22 gennaio 2004  | LINEAR       |
| 253888 - | 2004 BM54                | 22 gennaio 2004  | LINEAR       |
| 253889 - | 2004 BN57                | 23 gennaio 2004  | LINEAR       |
| 253890 - | 2004 BD67                | 24 gennaio 2004  | LINEAR       |
| 253891 - | 2004 BE75                | 22 gennaio 2004  | LINEAR       |
| 253892 - | 2004 BF78                | 22 gennaio 2004  | LINEAR       |
| 253893 - | 2004 BL92                | 27 gennaio 2004  | LONEOS       |
| 253894 - | 2004 BC93                | 27 gennaio 2004  | LONEOS       |
| 253895 - | 2004 BX93                | 28 gennaio 2004  | Spacewatch   |
| 253896 - | 2004 BB94                | 28 gennaio 2004  | NEAT         |
| 253897 - | 2004 BJ95                | 28 gennaio 2004  | LINEAR       |
| 253898 - | 2004 BY102               | 30 gennaio 2004  | LINEAR       |
| 253899 - | 2004 BP107               | 28 gennaio 2004  | CSS          |
| 253900 - | 2004 BB112               | 24 gennaio 2004  | LINEAR       |

## 253901-254000
| Nome             | Designazione provvisoria | Data di scoperta | Scopritore           |
| ---------------- | ------------------------ | ---------------- | -------------------- |
| 253901 -         | 2004 BY112               | 27 gennaio 2004  | Spacewatch           |
| 253902 -         | 2004 BC124               | 17 gennaio 2004  | NEAT                 |
| 253903 -         | 2004 BN124               | 16 gennaio 2004  | Spacewatch           |
| 253904 -         | 2004 BL144               | 19 gennaio 2004  | Spacewatch           |
| 253905 -         | 2004 BB146               | 22 gennaio 2004  | LINEAR               |
| 253906 -         | 2004 BE150               | 17 gennaio 2004  | NEAT                 |
| 253907 -         | 2004 BU152               | 27 gennaio 2004  | Spacewatch           |
| 253908 -         | 2004 BZ158               | 29 gennaio 2004  | LINEAR               |
| 253909 -         | 2004 CP4                 | 10 febbraio 2004 | NEAT                 |
| 253910 -         | 2004 CY8                 | 11 febbraio 2004 | Spacewatch           |
| 253911 -         | 2004 CH9                 | 11 febbraio 2004 | NEAT                 |
| 253912 -         | 2004 CP13                | 11 febbraio 2004 | NEAT                 |
| 253913 -         | 2004 CE17                | 11 febbraio 2004 | Spacewatch           |
| 253914 -         | 2004 CZ18                | 11 febbraio 2004 | Spacewatch           |
| 253915 -         | 2004 CP19                | 11 febbraio 2004 | Spacewatch           |
| 253916 -         | 2004 CB25                | 12 febbraio 2004 | NEAT                 |
| 253917 -         | 2004 CK26                | 11 febbraio 2004 | Spacewatch           |
| 253918 -         | 2004 CN27                | 11 febbraio 2004 | NEAT                 |
| 253919 -         | 2004 CS28                | 12 febbraio 2004 | Spacewatch           |
| 253920 -         | 2004 CH31                | 12 febbraio 2004 | Spacewatch           |
| 253921 -         | 2004 CJ52                | 14 febbraio 2004 | Spacewatch           |
| 253922 -         | 2004 CL55                | 12 febbraio 2004 | Spacewatch           |
| 253923 -         | 2004 CL58                | 10 febbraio 2004 | NEAT                 |
| 253924 -         | 2004 CL61                | 11 febbraio 2004 | Spacewatch           |
| 253925 -         | 2004 CE64                | 13 febbraio 2004 | Spacewatch           |
| 253926 -         | 2004 CQ72                | 13 febbraio 2004 | Spacewatch           |
| 253927 -         | 2004 CK75                | 11 febbraio 2004 | NEAT                 |
| 253928 -         | 2004 CV75                | 11 febbraio 2004 | Spacewatch           |
| 253929 -         | 2004 CN78                | 11 febbraio 2004 | NEAT                 |
| 253930 -         | 2004 CO78                | 11 febbraio 2004 | NEAT                 |
| 253931 -         | 2004 CQ78                | 11 febbraio 2004 | NEAT                 |
| 253932 -         | 2004 CL80                | 11 febbraio 2004 | Spacewatch           |
| 253933 -         | 2004 CM80                | 11 febbraio 2004 | NEAT                 |
| 253934 -         | 2004 CH82                | 12 febbraio 2004 | Spacewatch           |
| 253935 -         | 2004 CX91                | 14 febbraio 2004 | LINEAR               |
| 253936 -         | 2004 CP93                | 11 febbraio 2004 | NEAT                 |
| 253937 -         | 2004 CQ93                | 11 febbraio 2004 | NEAT                 |
| 253938 -         | 2004 CE101               | 15 febbraio 2004 | CSS                  |
| 253939 -         | 2004 CS102               | 12 febbraio 2004 | NEAT                 |
| 253940 -         | 2004 CS108               | 15 febbraio 2004 | CSS                  |
| 253941 -         | 2004 CH109               | 15 febbraio 2004 | CSS                  |
| 253942 -         | 2004 CB111               | 12 febbraio 2004 | Spacewatch           |
| 253943 -         | 2004 CF111               | 14 febbraio 2004 | Spacewatch           |
| 253944 -         | 2004 CP111               | 12 febbraio 2004 | Spacewatch           |
| 253945 -         | 2004 CP127               | 13 febbraio 2004 | Spacewatch           |
| 253946 -         | 2004 DE3                 | 16 febbraio 2004 | Spacewatch           |
| 253947 -         | 2004 DB4                 | 16 febbraio 2004 | LINEAR               |
| 253948 -         | 2004 DR7                 | 17 febbraio 2004 | Spacewatch           |
| 253949 -         | 2004 DC15                | 17 febbraio 2004 | LINEAR               |
| 253950 -         | 2004 DY22                | 18 febbraio 2004 | CSS                  |
| 253951 -         | 2004 DC26                | 16 febbraio 2004 | LINEAR               |
| 253952 -         | 2004 DD29                | 17 febbraio 2004 | Spacewatch           |
| 253953 -         | 2004 DY33                | 18 febbraio 2004 | CSS                  |
| 253954 -         | 2004 DP35                | 19 febbraio 2004 | LINEAR               |
| 253955 -         | 2004 DZ35                | 19 febbraio 2004 | LINEAR               |
| 253956 -         | 2004 DB38                | 19 febbraio 2004 | LINEAR               |
| 253957 -         | 2004 DP38                | 20 febbraio 2004 | NEAT                 |
| 253958 -         | 2004 DF41                | 18 febbraio 2004 | NEAT                 |
| 253959 -         | 2004 DR42                | 19 febbraio 2004 | LINEAR               |
| 253960 -         | 2004 DK44                | 25 febbraio 2004 | Yeung, W. K. Y.      |
| 253961 -         | 2004 DN45                | 16 febbraio 2004 | LINEAR               |
| 253962 -         | 2004 DO47                | 19 febbraio 2004 | LINEAR               |
| 253963 -         | 2004 DN50                | 23 febbraio 2004 | LINEAR               |
| 253964 -         | 2004 DS50                | 23 febbraio 2004 | LINEAR               |
| 253965 -         | 2004 DR54                | 22 febbraio 2004 | Spacewatch           |
| 253966 -         | 2004 DQ59                | 25 febbraio 2004 | LINEAR               |
| 253967 -         | 2004 DT79                | 16 febbraio 2004 | Spacewatch           |
| 253968 -         | 2004 DF80                | 17 febbraio 2004 | CSS                  |
| 253969 -         | 2004 EF2                 | 12 marzo 2004    | NEAT                 |
| 253970 -         | 2004 EX4                 | 11 marzo 2004    | NEAT                 |
| 253971 -         | 2004 EM10                | 15 marzo 2004    | LINEAR               |
| 253972 -         | 2004 EJ14                | 11 marzo 2004    | NEAT                 |
| 253973 -         | 2004 EN15                | 12 marzo 2004    | NEAT                 |
| 253974 -         | 2004 EY19                | 14 marzo 2004    | Spacewatch           |
| 253975 -         | 2004 EO22                | 15 marzo 2004    | CINEOS               |
| 253976 -         | 2004 EU23                | 15 marzo 2004    | LINEAR               |
| 253977 -         | 2004 ES25                | 13 marzo 2004    | NEAT                 |
| 253978 -         | 2004 ED28                | 15 marzo 2004    | Spacewatch           |
| 253979 -         | 2004 EA32                | 14 marzo 2004    | NEAT                 |
| 253980 -         | 2004 EG33                | 15 marzo 2004    | Spacewatch           |
| 253981 -         | 2004 ER39                | 15 marzo 2004    | Spacewatch           |
| 253982 -         | 2004 EU39                | 15 marzo 2004    | CSS                  |
| 253983 -         | 2004 EA43                | 15 marzo 2004    | CSS                  |
| 253984 -         | 2004 EN43                | 15 marzo 2004    | NEAT                 |
| 253985 -         | 2004 EC54                | 15 marzo 2004    | CINEOS               |
| 253986 -         | 2004 EW56                | 15 marzo 2004    | NEAT                 |
| 253987 -         | 2004 EE57                | 15 marzo 2004    | NEAT                 |
| 253988 -         | 2004 EY58                | 15 marzo 2004    | NEAT                 |
| 253989 -         | 2004 EL59                | 15 marzo 2004    | NEAT                 |
| 253990 -         | 2004 EQ61                | 12 marzo 2004    | NEAT                 |
| 253991 -         | 2004 EZ61                | 12 marzo 2004    | NEAT                 |
| 253992 -         | 2004 EC62                | 12 marzo 2004    | NEAT                 |
| 253993 -         | 2004 EB64                | 13 marzo 2004    | NEAT                 |
| 253994 -         | 2004 EP67                | 15 marzo 2004    | Spacewatch           |
| 253995 -         | 2004 EO77                | 15 marzo 2004    | LINEAR               |
| 253996 -         | 2004 ES78                | 15 marzo 2004    | CSS                  |
| 253997 -         | 2004 EV78                | 15 marzo 2004    | Spacewatch           |
| 253998 -         | 2004 EU93                | 15 marzo 2004    | LINEAR               |
| 253999 -         | 2004 EY95                | 4 marzo 2004     | Siding Spring Survey |
| 254000 Johncryan | 2004 EB96                | 15 marzo 2004    | CSS                  |